# En attendant demain
En attendant demain est un film réalisée par Amine Bouyabene, Ernesto Oña et Sylvain de Zangroniz,

## Fiche technique
- Titre : En Attendant Demain
- Réalisation : Amine Bouyabene, Ernesto Oña, et Sylvain de Zangroniz
- Scénario : Amine Bouyabene, Ernesto Oña  et Sylvain de Zangroniz
- Producteur : Gilles Galud , Kevin Abancazot
- Musique Originale : P Star
- Pays d'origine : France
- Lieux Tournage: Cenon (Grand Pavois)33
- Genre : Série Comédie
- Durée : 1H 30
- Distributeur : Guinchez, MRGRD Records

## Distribution
- Ichem Saïbi : Icham
- Hassen Bouahdane : Saïd
- Moussa Mansaly : Malik
- Sabrina Ouazani : Zina
- Amine Bouyabene : Rachid
- Philippe Caulier : Maître Martelli, l'avocat de Rachid
- Lofti Titi : Djamal
- Fatima Nahhal : La tante de Zina
- Frédéric Guerbert : Le Policier